# Monique Arabian
Pour les articles homonymes, voir Arabian.
Monique Arabian est une danseuse étoile française née le 22 janvier 1943 à Genève et morte le 19 décembre 2023 à Creil, directrice de l'Académie Chaptal à Paris.

## Parcours
Monique Arabian étudie la danse classique avec Youra Tchérémessinoff, lui-même élève de Vera Trefilova et de Lioubov Iegorova.
Sa carrière de danseuse commence à Zurich[réf. nécessaire], sous la direction de Nicholas Beriozoff qui lui donne l'occasion de danser des rôles de soliste dans les grands ballets du répertoire : La Belle au bois dormant, Le Lac des cygnes, Roméo et Juliette, Les Sylphides et Don Quichotte.
Puis elle est engagée en 1968 comme sujet puis soliste au Ballet de Wallonie sous la direction de Hanna Voos. Elle danse dans La Belle au bois dormant, La Favorite, Daphnis et Chloé, remonté par Boris Skibine, Francesca da Rimini et Roméo et Juliette dans des chorégraphies de Boris Tonin.
Artiste invitée à Paris par Jean Dorcy, elle danse La Mort du cygne et le rôle de Carlotta Grisi dans le Pas de quatre d'Anton Dolin.
Artiste invitée comme étoile du Ballet national de Yougoslavie, avec comme chorégraphe Boris Tonin, elle danse les premiers rôles dans La Belle au bois dormant, la Symphonie fantastique, L'Oiseau de feu et la Symphonie nº 8 de Dvořák. Elle part en tournée en Belgique, aux Pays-Bas et en Yougoslavie avec cette compagnie, dans laquelle elle a été la partenaire de Milorad Miskovitch. Puis avec le festival Ballet Nikisch, elle danse le rôle d'Odile dans Le Lac des cygnes en Suisse et en Allemagne. Elle danse ensuite en Italie L'Oiseau de feu et Variations de Miloslav Kabeláč.
Engagée par Juan Giuliano au Ballet du Théâtre du Capitole de Toulouse, elle danse dans Pulcinella et dans Les Créatures de Prométhée. Artiste invitée avec Cyril Atanassoff, elle danse la fée Dragée dans Casse-noisette.
À la suite d'un accident, elle doit interrompre sa carrière de danseuse à l'âge de 37 ans.
Depuis, elle se consacre avec passion à l'enseignement de la danse à l'Académie Chaptal à Paris, où nombre de ses élèves sont admis chaque année à l'École de danse de l'Opéra national de Paris, au Conservatoire national supérieur de musique et de danse de Paris et à l'École nationale supérieure de danse de Marseille,,,,.
Héloïse Wagner, actrice et chanteuse française, a suivi une formation de danse classique en sport-études à l'Académie Chaptal avec Monique Arabian.
Monique Arabian meurt à Creil le 19 décembre , 2023.